# Triphysa albovenosa
Triphysa albovenosa är en fjärilsart som beskrevs av Nicolas Grigorevich Erschoff 1885. Triphysa albovenosa ingår i släktet Triphysa och familjen praktfjärilar. Inga underarter finns listade i Catalogue of Life.